# Этмен, Алексей Петрович
Этмен Алексей Петрович (по паспорту Петров), — чувашский поэт, переводчик. Родился 17 ноября 1895 года в Комсомольском районе Чувашии. 24 января 1936 года его сердце перестало биться.

## Биография
Учился в Батыревском педтехникуме. Обучал детей в Шемаршинской школе, трудился в редакциях газеты «Канаш», журнала «Капкăн».

## Произведения
Созданные им рассказы и фельетоны печатались в разных редакциях. В 1930 году выходит из печати его повесть «Батраки». В 1935 году выходит в свет его переводческая работа — роман Д. Дефо «Робинзон Крузо» — на чувашском языке.